# سن فرناندو (تگزاس)
سن فرناندو (به انگلیسی: San Fernando) یک منطقهٔ مسکونی در ایالات متحده آمریکا است که در تگزاس واقع شده‌است. سن فرناندو ۶۸ نفر جمعیت دارد.